# Prednji proroci
Prednji proroci ili Rani proroci nazvane su Knjiga o Jošui, Knjiga o Sucima, Prva i Druga knjiga o Samuelu, te Prva i Druga knjiga o Kraljevima, za razliku od „Potonjih proroka“ - Izaije, Jeremije, Ezekiela i dvanaest malih proroka.
Taj naziv objašnjava se tradicijom koja je sastavljanje tih knjiga pripisivala „prorocima“: Jošui knjige koja nosi njegovo ime, Samuelu Knjige o Sucima i o Samuelu, a Jeremiji o kraljevima. S obzirom na religiozno obilježje, zajedničko svim tim knjigama, naziv je sasvim opravdan; naime glavni sadržaj tih knjiga, koje obično nazivamo „povijesnima“, odnos je Izraela prema Jahvi, njegova vjernost ili nevjernost, prvenstveno nevjernost riječi Božjoj, koje su proroci navjestitelji. Proroci se doista često pojavljuju: Samuel, Gad, Natan, Ilija, Elizej, Izaija, Jeremija. Knjige o kraljevima donose povijesnu pozadinu u kojoj su djelovali proroci-pisci prije babilonskog progonstva.
Tako su te knjige povezane s onim što iza njih slijedi u Bibliji, ali isto tako i s onim što im prethodi. Po svojem sadržaju izravno se nastavljaju na Petoknjižje: u knjizi Ponovljenog zakona Jošua je određen za Mojsijeva nasljednika, a knjiga o Jošui počinje odmah poslije smrti Mojsijeve. Smatralo se kako postoji i književno jedinstvo između tih dviju skupina knjiga te se istraživalo nastavljanje „predaja“ ili „dokumenata“ Petoknjižja u knjizi Jošuinoj (pa bismo tako od Pentateuha, Petoknjižja, dobili „Heksateuh“, „Šestoknjižje“) ili čak sve do kraja Knjiga o Kraljevima. No napori da se i u knjigama o Sucima, o Samuelu i o Kraljevima otkriju predaje iz Petoknjižja nisu donijeli zadovoljavajuće rezultate. Najviše je postignuto upravo u Knjizi Jošuinoj jer se tu mogu pronaći struje više ili manje srodne jahvistu ili elohistu, ako čak nisu njihov nastavak. Međutim, utjecaj Ponovljenog zakona i njegova nauka još je uočljiviji, tako da i sami pristaše Heksateuha moraju prihvatiti deuteronomističku povijest Jošue. Te se veze s Ponovljenim zakonom nastavljaju i u sljedećim knjigama, premda u različitoj mjeri: razgranate su u Sucima, vrlo ograničene u Samuelu, prevladavajuće u Kraljevima, no svugdje su prepoznatljive. Tako je stvorena hipoteza da je Ponovljeni zakon početak velike vjerske povijesti koja se protezala sve do kraja Druge knjige o Kraljevima.  